# Horismenus cockerelli
Horismenus cockerelli is een vliesvleugelig insect uit de familie Eulophidae. De wetenschappelijke naam is voor het eerst geldig gepubliceerd in 1911 door Crawford.